# 善光寺七名所
善光寺七名所（ぜんこうじななめいしょ）もしくは善光寺四十九名所（ぜんこうじよんじゅうくめいしょ）とは、善光寺周辺の寺院・神社・池・清水・小路・橋・塚の7種類それぞれに7つ、計49か所の名所で構成された名所群である。江戸時代中期には原型が見受けられ、同後期には現在の49か所にまとめられたが、挙げられる名所は文献によって揺らぎがある。

## 善光寺七名所の発生
善光寺七名所は、江戸時代初期から後期にかけて徐々にまとめられていったと考えられている。文献に初めて現れるのは1667年（元禄10年）に善光寺町の商人によってまとめられた『善光寺浮石子 方尺集全』であり、阿闍梨池と独寝橋がそれぞれ七池と七橋の一つであると記述されている。同書は他に50の名所を挙げており、中にはのちに善光寺七名所に含まれているものもあるが、それらについては触れていないため、当時は七池と七橋のみがあったと考えられる。次には1764年（明和2年）頃にまとめられたとされる『善光寺伝記』があり、すでに七寺・七社・七池・七清水・七小路・七橋・七塚が出揃っている。なお、この『善光寺伝記』は現在写しのみが伝わり原本は現存しないため、当時のそのままの記述とは言い難く、転写されていく過程で付け足された可能性もある。事実、1840年（天保11年）に書かれた『芋井三宝記』下巻には、『善光寺因縁物語』に七寺についての記述があることに触れ、それを列挙しているが他の名所については触れておらず、1849年（嘉永2年）発行の『善光寺道名所図会』三巻には七寺と七小路を除いた5種類の七名所が所在と謂われに触れ紹介されているのみである。『善光寺伝記』以降で47名所すべてが揃っている事が記述されているのは1860年（万延元年）に完著した『科野佐々礼石』である。下巻「北信四郡名所旧跡細見」の項で「右四十七ヶ所古事の縁記有爰に略す」とあり、すでに49か所の名所として広まり、複数の本に著述されていたことがうかがえる。
『長野』第54号に長野郷土史研究会会員山田藤三郎は、江戸時代中期に大勧進住職の等順大僧都が善光寺に因縁の深い名所を49か所選びまとめた、と書いている。等順が住職だったのは1782年(天明2年)から1801年(享和元年)と江戸時代後期であり矛盾が生じているが、江戸時代中期から江戸時代後期にかけて七名所が作られたという歴史的事実に合う言い伝えである。
複数の書籍で兜率天にちなみ49か所にしたとされている。
また、2018年に小林一郎と小林玲子は著作『善光寺四十九霊地』において、善光寺に弥勒菩薩像が祀られていることから過去に善光寺では弥勒信仰があったと解釈し、ここから弥勒菩薩がいるとされる兜率天にちなみ、49の霊地が指定されたとした。今までの説と最も異なる点は、現在言われているような名所ではなく本来は霊地であったこと、またそれらが徐々に付け加えられていったのではなく同時期にできたものとする点である。しかしこの説はまだ一般に認められたものではないことを留意したい。

## 善光寺七名所の一覧及び説明
どの文献も全て49か所に絞っているが、文献によって挙げられる49か所に多少の差異がある。この記事では、善光寺七名所に挙げられるすべての名所を網羅したために49か所に収まっていないことを始めに承知願いたい。なお、小見出しの名称は現在一般的に広く使われているものとした。

### 七寺（七院）
- 阿弥陀院宗光寺（あみだいんしゅうこうじ） 浄土宗。廃寺。栄町の北、西之門町の西にあり、大本願住職の隠居寺であった。1847年（弘化四年）の善光寺地震で焼失し、敷地のみとなり民有地となったが、1880年（明治13年）に寺号も廃止となった[2]。栄町の旧名、阿弥陀院町の由来となっている。
- 光明院妙観寺（こうみょういんみょうかんじ） 宗派不明。廃寺。1683年(天和3年)の『善光寺境内図』には現在の横沢町の北あたりに「此所妙観畑ト云」と記してあり、そのあたりにあったと思われる。1581年（天正9年）上杉景勝が善光寺大勧進別当に補任している。そのほかの寺歴は不明である。[3]
- 本願寺長野別院（ほんがんじながのべついん） 浄土真宗本願寺派。西後町にある。開基は三登山の城主若槻石見守の次男重勝で、1191年（建久2年）に創建したとされる。当時は若槻東条にあったが、1626年（寛永3年）に現在地に移る。1925年（大正14年）に本願寺長野別院となるまで正法寺と号していた。また一説には、妻科村（現妻科地区）にあった太子観音堂であるともされる[4]。昭和5年（1930年）出版の『善光寺小誌』には、長門町の天満宮のその旧跡があったとする[2]。往生院

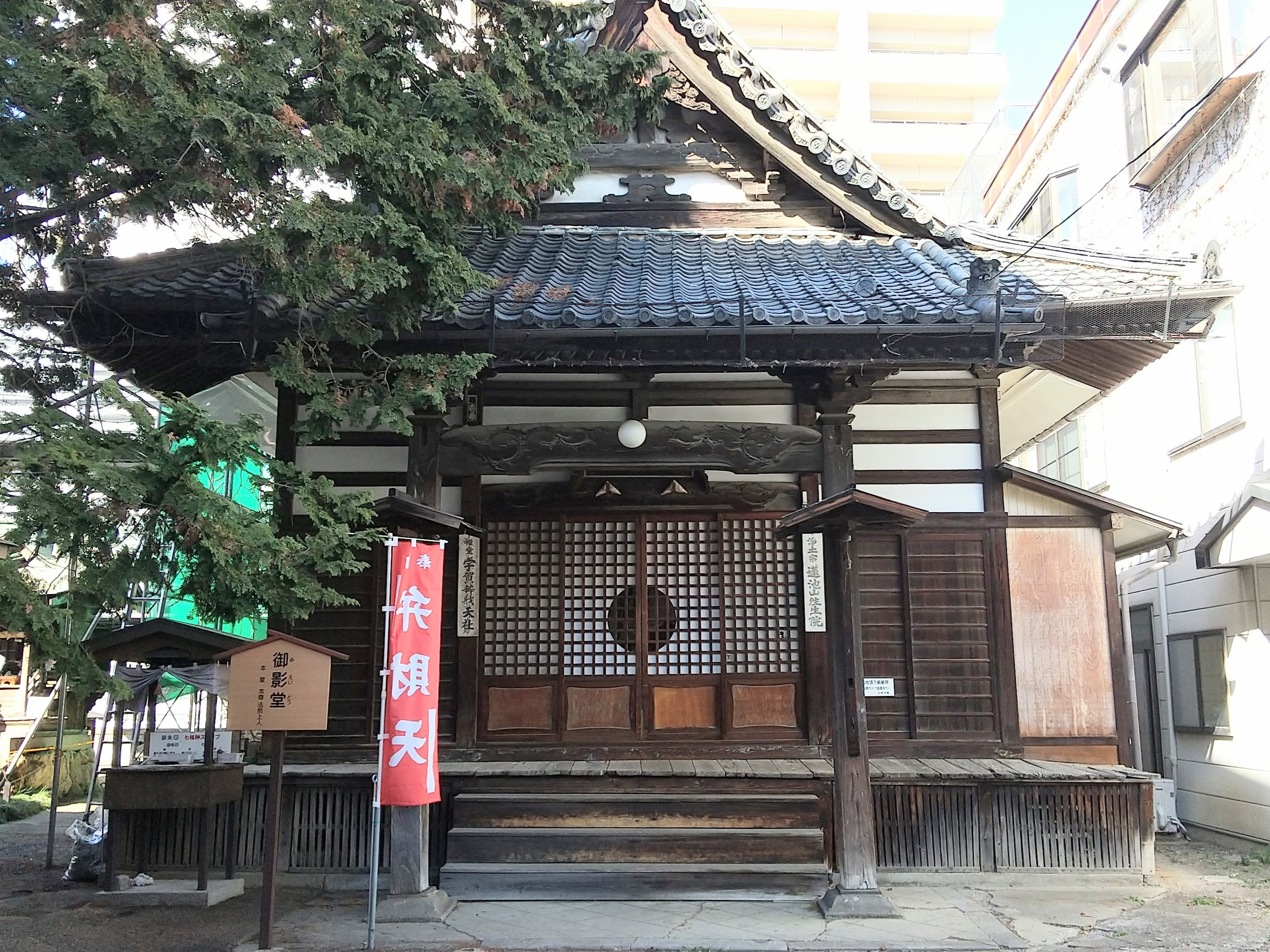
往生院

- 往生院（おうじょういん） 浄土宗。権堂町にある。1199年（正治元年）法然上人の善光寺参詣の際、蓮池のそばに草庵を結んだのが始まりで、往生院と号した。のち1279年（弘安2年）に浄土宗第3祖記主禅師が宗祖法然の遺徳を慕い、堂宇を建て、法然を開基とした。
- 時丸寺（じがんじ） 曹洞宗。三輪八丁目にある。伝説的には大和国の三輪時丸の開基だという。歴史的な記録には永暦年中（1160年〜1161年）に加賀国大乗寺の通告和尚が住持し大乗寺と号し、元文年間（1736年〜1741年）には押鐘の盛伝寺志道和尚が住持している。明和年間（1764年〜1772年）に佐治木長次郎が師である盛伝寺異中隆玄大和尚を開山とし、観音寺と改めた。1866年（慶応2年）の火災後、1871年（明治4年）の再建時、時丸寺と改号し現在に至る。
- 十念寺（じゅうねんじ） 浄土宗。西後町にある。1195年（建久5年）に源頼朝が寺域を寄進したのが始まりとも、1197年（建久8年）に僧念阿良慶が開基とも、一願阿聖が開基とも伝わる。寛永年間（1624年〜1645年）に寛慶寺住職円誉秀甫が入寺し重興となり現在に至る。
- 正覚院（しょうがくいん） 真言宗智山派。安茂里大門にある。859年(天安2年)に比叡山延暦寺住職円仁慈覚大師が天台宗月輪寺として開山したと伝わる。1615年（元和元年）、西後町にあった高野山龍光院末正覚院と合併し真言宗に改め中興となる。
- 無常院（むじょういん） 浄土宗。安茂里小市三丁目にある。1048年（永承3年）天台宗として誓林坊が開山した。1574年（天正2年）、または1559年（永禄2年）に慶誉上人によって堂宇を再建し中興となる。明行寺

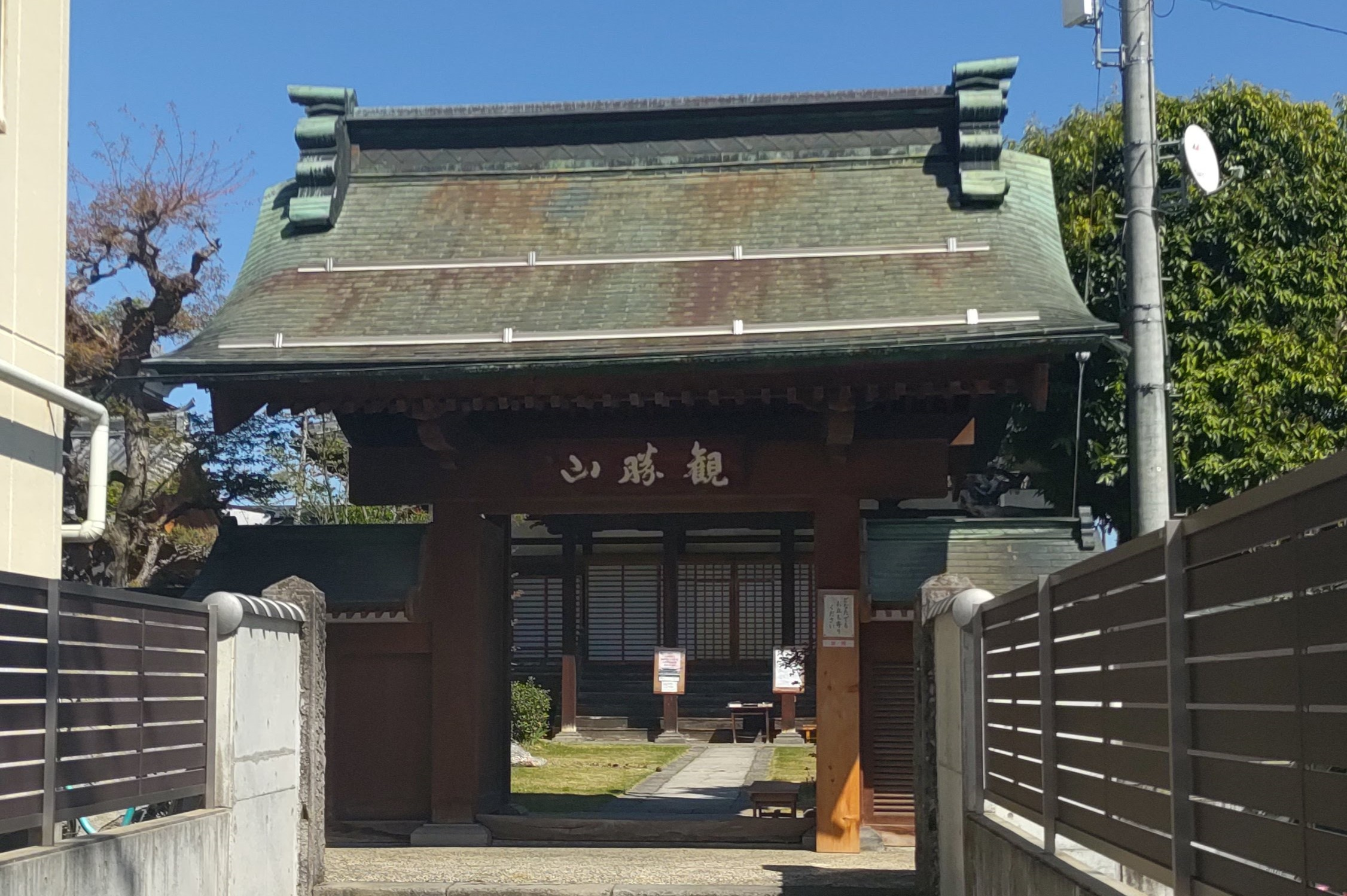
明行寺

- 明行寺（みょうぎょうじ） 浄土真宗大谷派。権堂町にある。1573年（天正元年）に僧秀應によって開基された。1902年（明治35年）に圭夫師が入寺し中興となる。

### 七社（七宮、七林）

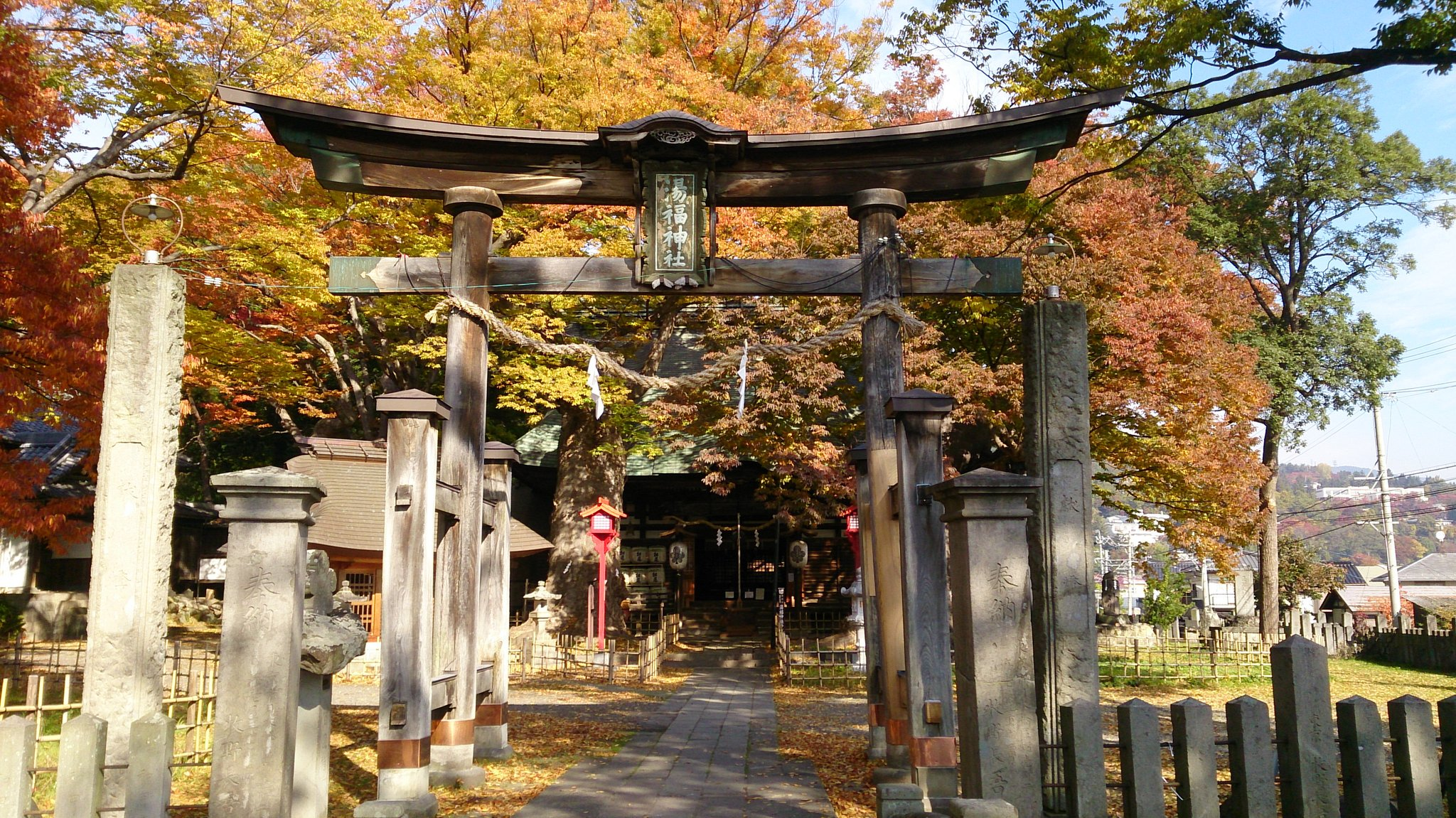
湯福神社

- 湯福神社（ゆぶくじんじゃ） 箱清水三丁目にある。健御名方命の荒魂命を祀る。創建年不詳である。
- 武井神社（たけいじんじゃ） 東町にある。健御名方命を主神に祀る。創建年不詳である。古く武井明神と称していたが、1807年(文化4年)に改称した。
- 妻科神社（つましなじんじゃ） 妻科地区にある。八坂刀売命を主神に祀る。創建年不詳だが『日本三代実録』に記載がある。古く妻科大明神と称していたが、1764年（宝暦14年）に改称した。
- 美和神社（みわじんじゃ） 三輪八丁目にある。大物主命を主神に祀る。創建年不詳だが、『日本三代実録』に記載がある。古く三和明神、三輪神社と称していたが、1774年（安永3年）に改称した。
- 加茂神社（かもじんじゃ） 西長野町にある。玉依比売命を祀る。創建年不詳である。古く加茂皇太神と称していたが、1880年（明治13年）に改称した。

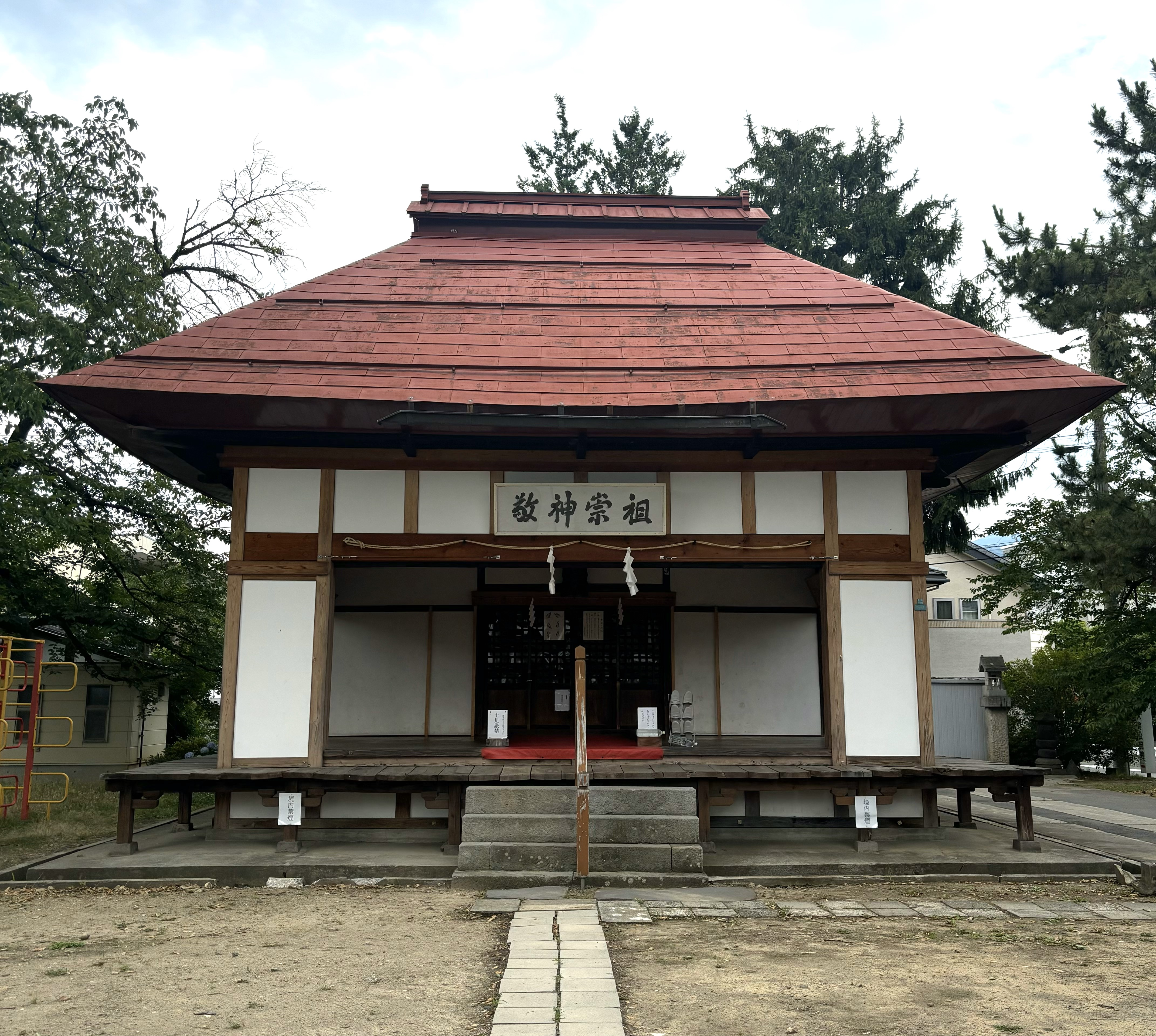
木留神社正面

- 木留神社（きとめじんじゃ） 若里一丁目にある。健御名方命を主神に祀る。創建年不詳であるが、社伝によると正治年間（1199年〜1201年）以前の勧請だという。古く木留大明神と称していたが、1878年（明治11年）に改称した。善光寺七社の一つである理由は、善光寺の真南にあたる場所に位置しているためである[5]。また、境内の北側には善光寺七塚の一つである、行人塚がある[2]。
- 柳原神社（やなぎはらじんじゃ） 中御所一丁目にある。健御名方命、少彦名命、誉田別命を祀る。創建年不詳。古く諏訪大明神と称していたが、1818年（文政元年）に改称した。笹焼神社、左喜焼神社とも呼ばれた。[6]

湯福神社、武井神社、妻科神社を善光寺三鎮守と呼ぶ。

### 七池

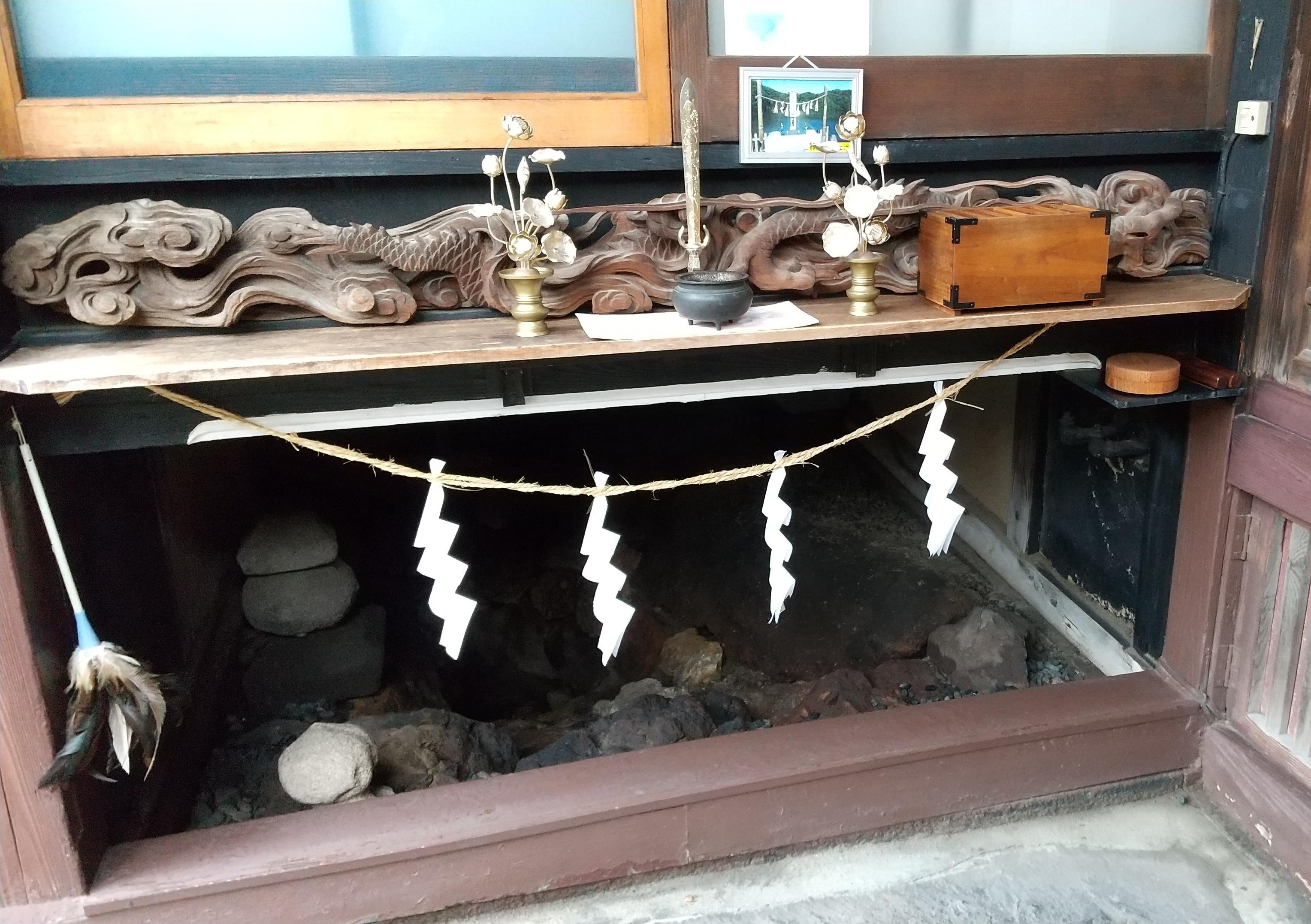
阿闍梨池

- 阿闍梨池（あじゃりいけ） 善光寺院坊本覚寺境内にある。法然上人の師、皇円阿闍梨が弥勒菩薩の来迎まで命を保つため静岡県桜ヶ池に1169年（嘉応元年）入定したのち、1198年（建久9年）1月18日に暴風雨とともに竜となって阿闍梨池より現れ、善光寺本堂を3回めぐりもとに帰って行ったという伝説が伝わる。その為桜ヶ池と地下の水脈でつながっていると言われている。[7]

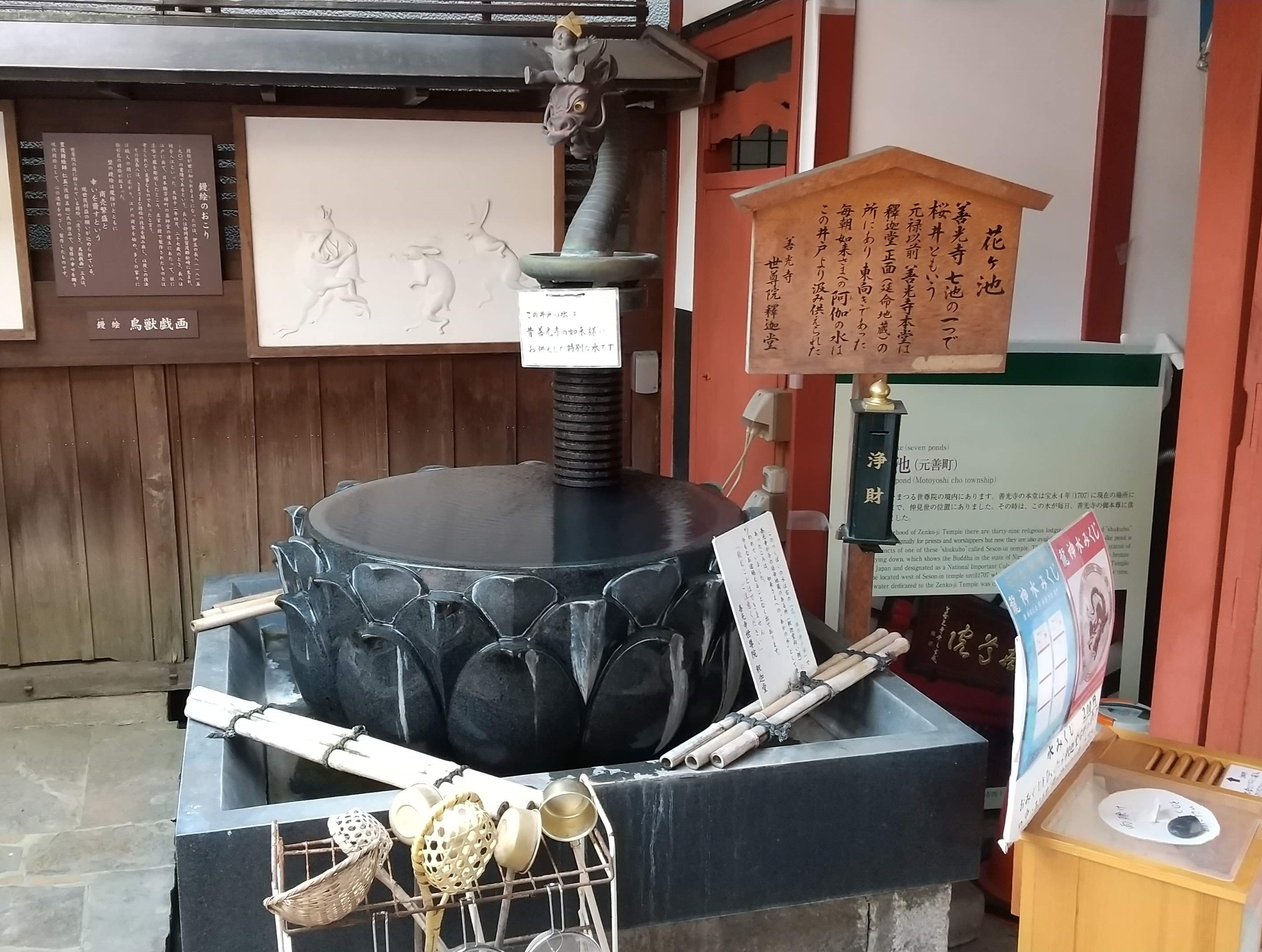
花池（花ヶ池）

- 花池（はないけ） 花ヶ池（はながいけ）、桜井（さくらい）とも。善光寺院坊世尊院境内にある。善光寺本堂がこの付近にあった際、閼伽の水として如来前に供えたとされる。[8]
- 無方池（なきかたいけ） 無方ヶ池（なきかたがいけ）、無刀ヶ池、長刀池（ながたちいけ）ともいう。西町の西方寺の門の南側にある。
- 有方池（ありかたいけ） 有方ヶ池（ありかたがいけ）、牛池（うしいけ）ともいうがこれは誤りである。『善光寺伝記』によれば、元は白山神社の境内にあったものが、人家の蔵に取り込まれたとする。また、「うちいけ」、「うかた井」の読みも散見される。『善光寺御堂再建記』は東之門町とするが、大多数は大門町にあると記述される。前述の無方池のある西方寺の住職によれば、後述の上掘小路の中央通側にある蕎麦屋藤木庵裏にある井戸だという[2]。
- 来間池（くるまいけ） 車池、来魔池とも書く。桜枝町にあり、現在は防火用水に使われている。来る間に水が湧くのでこの名がついたという。当地の字、来間池の名の由来となっている。
- 鶴ノ目池（つるのめいけ） 鶴の目池とも書く。靏ヶ目池（つるがめいけ）、鶴ヶ目池ともいう。現在は西後町の十念寺境内秋葉神社前にそれと伝えるものがあるが、単なる推測で井桁を組んだものである。元は西後町の西側にあった。一説には現在の西後町にあるNTT東日本長野支店後町ビルの敷地内にあったとも言われている。『善光寺御堂再建記』には八幡川にそって東西に二つあるとも書かれている。裾花川が現在の流路と異なり東に流れていたころ、溜まった水が鶴の形に似ていたからだという。また、鶴の目の位置にあたるところに池があったからだともいう。
- 狐ヶ池（きつねがいけ） 狐池（きつねいけ）、諏訪池（すわいけ）とも。狐池の諏訪神社にある。当地の町、狐池の名の由来となっている。
- 鏡池（かがみいけ） 鏡ヶ池（かがみがいけ）、姿見池（すがたみいけ）ともいう。往生寺の裏山にあるといい、近年は後述の柳清水と同一視されることもある[9]が、『西長野百年誌』に収録の『村誌』（1877年（明治10年））にはそれぞれ別物として記載がある。[10]元禄年間（1688年〜1704年）頃から竹樋を地中に埋め、周辺の各戸に湧水を供給していた。1933年（昭和8年）に往生地簡易水道組合を設置し、鉄パイプでの供給に切り替わったが、1966年（昭和35年）に水道関連施設全般を長野市へ移管し組合は解散した。現在は水利権を往生地果樹組合内防除組合が所有し、周辺果樹園の灌水に使用している。[11]名の由来は、往生寺の開基、刈萱同心が池に姿を映した際、自身が地蔵の姿に見えたため地蔵を彫ったことにちなむという。[10]
- 箱池（はこいけ） 西長野町の西光寺にあるといい、後述の夏目清水と同一と思われる。[12]

### 七清水
- 箱清水（はこしみず） 箱池（はこいけ）とも。箱清水にあり、当地の地名の由来になった。
- 鳴子清水（なるこしみず） 鳴古池とも書く。諏訪町にある。菅江真澄が1784年（天明4年）に『來目路乃橋』において鳴子清水の清さを詩に詠み称えている。1878年（明治11年）発行の『開明長野町新図』に東西に隣接して三つの清水を合わせて鳴子清水と記されていることから、周辺の清水の総称だったと考えられる。三つの清水の真ん中は御女郎池と呼ばれていた。昭和初期には二つに減じていることが確認できる。[13]近隣の銭湯、亀の湯が現在地へ移転した際に清水を建物内へ取り込み、湯として使用しているため現存しない。現在鳴子大明神西側にあるものは元個人の井戸である。
- 一盃清水（いっぱいしみず） 盃清水とも書く。花岡平の謙信物見の岩の下、岩井堂の前にあったが現在は枯れている。付近の不動明王の石仏のあたりという。現在花岡平の霊山寺の本堂前にあるものとは別のものである。弘法大師が修行中、杖で地面をつくと、清水が湧き出、硯の水に用いたという。上杉謙信布陣の際には飲み水に使われたといい、「上杉謙信の御膳水」の異名がある。[14]
- 瓜割清水（うりわりしみず） 瓜破清水、有利割清水とも。新諏訪町の戸隠古道沿いと、同じく新諏訪町の諏訪神社の境内にある。元は後者の諏訪神社にあったが、1847年（弘化4年）の善光寺地震により閉塞し、前者は新しく掘り当てたもの。現在後者のものは昭和後期に新しく掘り当てたもの。名の由来は、瓜が割れるほどに冷たいことからと伝わる。1879年（明治12年）に長野県庁舎が焼失した際の誘致陳情書には飲用水、防火用水に前者の瓜割清水を使いたいとあり、豊富な水量を誇っていたことがうかがえる。[15]
- 傾城清水（けいせいしみず） 『地震後世俗語之種』にのみ景清清水とある。上松5丁目、昌禅寺の北東に道に面して存在する。昔、遊女（＝傾城）が善光寺参拝の帰路、疲れをこの清水で癒し、そのまま亡くなったことにちなむと伝わる。
- 柳清水（やなぎしみず） 矢無清水とも書く。『善光寺御堂再建記』には新田町、『善光寺道名所図会』には三輪町、『善光寺名所図会』には田町の会津屋醤油屋南の小路、三輪田町の染物屋の敷地内、また一説には往生寺の裏手ともいい、所在が定まっていないが、現在は一般的に往生寺裏手のものを指す。往生寺裏手にある柳清水は鏡池（前述）と同一視されることもある。
- 夏目清水（なつめしみず） 九重清水（ここのえしみず）、光明水（こうみょうすい）ともいう。『善光寺名所図会』には新田町と記述があるが、現在は西長野の西光寺の入り口右側にあるものを指す。当寺を開基した僧、叡錬が地面を掘ったところ湧き出たと伝わる。
- 夏清水（なつしみず） 濁清水（にごりしみず）ともいう。問御所町で国道19号線に面するみずほ銀行の東側から南へ延びる小路を清水小路といい、付近にあった。現在所在不明。
- 垢清水（あかしみず） 『善光寺御堂再建記』、『地震後世俗語之種』にのみ記述がある。東之門町にあるという。[16]『地震後世俗語之種』には垢の字の横に「閼伽」と書かれている。『善光寺御堂再建記』には「弘法大師硯水」ともあり、弘法大師に由来がある宿坊の吉詳院裏にあったと考えられる[2]。

### 七小路
- 羅漢小路（らかんこうじ） 霊屋小路（たまやこうじ）、御霊屋小路（みたまやこうじ）とも。西之門町の大本願西の通りともいうが、現在は北側の通りを指すのが一般的。しかし『長野』第188号において東條素香は大本願手前から法然小路（後述）に抜ける道を羅漢小路と呼んでいたと回想している。[17]御霊屋小路の名は、古く大本願境内の北側に現在善光寺本堂北側に移った徳川御廟（＝御霊屋）があったためである。羅漢小路についても、大本願境内北側に羅漢堂があったためである。
- 桜小路（さくらこうじ） 桜枝町にある。羅漢小路の延長線上にあり、昔の戸隠道である。古くは桜が植わっていたためという。
- 法然小路（ほうねんこうじ） 法然堂小路（ほうねんどうこうじ）とも。元善町にある。大本願の前の参道の一本東の南北に貫く通り。『長野繁昌記』には大本願手前から法然小路へ出る小路としている。法然が宿泊した正信坊があることに由来する。
- 上堀小路（かんぼりこうじ） 上ノ堀小路とも。大門町にある。国道406号の一本北、長野中央通りの東側から延びる、東西に貫く小路。
- 下堀小路（しもぼりこうじ） 下ノ堀小路とも。上堀小路の南側、東町にあったが、現在は国道406号の線形改良により消滅した。名の由来は上堀小路とともに古来は善光寺の堀だったためという説が一般的だが、『長野』第187号において、藤沢袈裟雄は斜面を切り割って道を作り、ちょうど堀のようだったためだとする。[18]
- 花屋小路（はなやこうじ） 花の小路（はなのこうじ）、花ノ小路、御花小路（おはなこうじ）、花小路（はなこうじ）ともいう。また、本名は梅小路とする文献も複数ある[2]。大門町にある。国道406号の一本南、長野中央通りの西側から延びる東西に貫く小路。昔、花屋という酒屋があったからだとする説がある。[19]
- 馬小路（うまこうじ） 西町にある。花屋小路と道を挟んで西の延長線上にある小路。
- 虎小路（とらこうじ） 東町にある。武井神社の西側、南北に貫く小路。道の途中に虎が塚、付近に虎石庵があったためという。

### 七橋

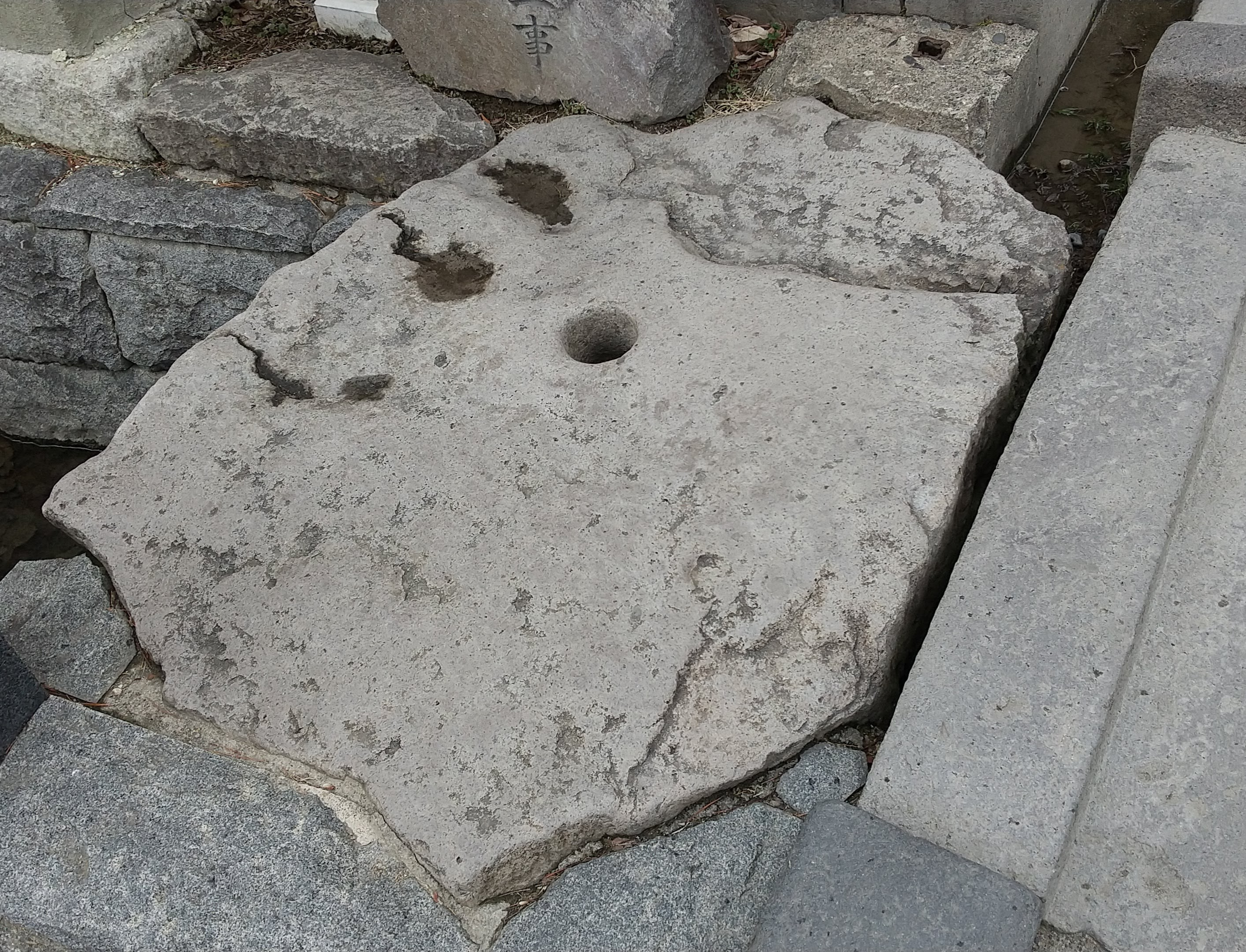
駒返り橋

- 駒返り橋（こまかえりばし） 駒返橋、駒皈橋とも書く。駒入橋（こまいりばし）とも。元善町、善光寺参道と駒返り橋通りの交差点北側にある石橋。駒形嶽駒弓神社の神が神馬に乗ってきたとき、ここで馬を返したという説、もともと彦神別神社の下馬橋だったという説、善光寺の儀式、年越しにおいて戦前まで駒形嶽駒弓神社から木馬（=駒）を届ける際の通行路だったためという説、一般的に有名なものには源頼朝の馬の脚が橋の穴にはまり、馬を返したためという説もある。[20]現在も橋の西側の石には穴が残り、ここから腕を伸ばして水路の泥を取り、これを子どもの皮膚病の患部に塗るとよく効くとの迷信があった。[21]
- 地獄橋（じごくばし） 盲橋（もうばし、めくらばし）、盲目橋（もうもくばし）、中沢橋（なかざわばし）ともいう。また、地窪橋との表記もある[22]。西後町南、長野朝日八十二ビル前にあった。現在暗梁になっており、中沢川が通過している。
- 淀ヶ橋（よどがばし） 穢土橋（えどばし）、穢土ヶ橋（えどがばし）ともいうが現在は使われない。礫多橋（えたばし）、依田橋ともよばれた。新町、東参道（北国街道）と湯福川の交差するところにあった。現在暗梁。付近の字、淀ヶ橋の名の由来になっている。
- 花合橋（けあいばし） 帰り橋（かえりばし）、返り橋とも。はなあいばしと読む場合もある。『地震後世俗語之種』には華相橋とある。『善光寺史』において坂井衡平は化粧橋（けわいばし）が正しいとし、花相橋（けあいばし）、花合橋、花揚橋（けあげばし）と書くのは訛りとする。[23]1878年（明治11年）の明治天皇御巡幸の際、蓬莱橋（ほうらいばし）と改め、1925年（大正14年）の長野中央通り改修の際は初音橋（はつねばし）と改めているが、もっぱら使われていない。大門町、大門西交差点にある。現在暗梁。鐘鋳川が通過している。「返り」の名の由来は、源頼朝が往生院の蓮を思い出し振り返った為とする。「帰り」の名から、婚礼の際には通行を忌む風習があった。
- 鶴賀橋（つるがばし） 鶴ヶ橋とも書く。新田町南、長野中央通りにあった。現在暗梁。南八幡川が通過している。名の由来は、鎌倉の鶴ヶ岡に地形が似るからとも、元禄年間の『元禄如来堂再建地図』には源頼朝が南八幡川にて禊をしたからだともいう。当地の大字、鶴賀の名の由来となっている。
- 独寝橋（ひとりねばし） 独寝の橋（ひとりねのはし）ともいう。松代藩領時代に付近の如法寺に隣接して番屋があったことから番屋の橋ともいう。『北信郷土叢書』巻六には、独正味橋と書かれている[22]。妻科の妻科神社西約100メートル、鐘鋳川が道路を横断するところにあるった。現在暗梁。妻科の別名、「つまなし」（=妻無し）から連想し、この名がついたとされる。付近の妻科神社社務所の車寄せに使われている一枚岩は、石橋であった独寝橋でつかわれていた3枚のうちの1枚である。「独寝」の名から、婚礼の際に通行を忌む風習があった。[15]
- 積善橋（せきぜんばし） 瀬木前橋とも書く。瀬木橋（せきばし）とも。長野駅東口付近、現在のホテルメルパルク長野の南にある交差点にあり、南俣大堰に架かっていた。現在暗梁。石橋がコンクリートで補強されながらも残っていたが、再開発によって失われた。栗田と七瀬の境にあたる。
- 筋違橋（すじちがいばし） 虎ヶ橋（とらがばし）ともいい、虎が橋とも書く。済度橋（さいどばし）ともいう。済土橋の表記もある[22]。東町の武井神社西、前述の虎小路中程にある。
- 応田橋（おうだばし） 地元では大橋（おおはし）とも。三輪八丁目、北国街道と次郎堰が交差するところにある。『善光寺史』において坂井衡平は雁田橋（がんだばし）[注 1]の誤りか、としている。[23]
- 阿みだ橋（あみだばし） JR長野駅構内の南石堂町、中御所、栗田の境にあり、用水路の渇計川に架かっていた[2]。

帰り橋、独寝橋、高田にあった馬詰橋をあわせて善光寺三忌橋という。

### 七塚

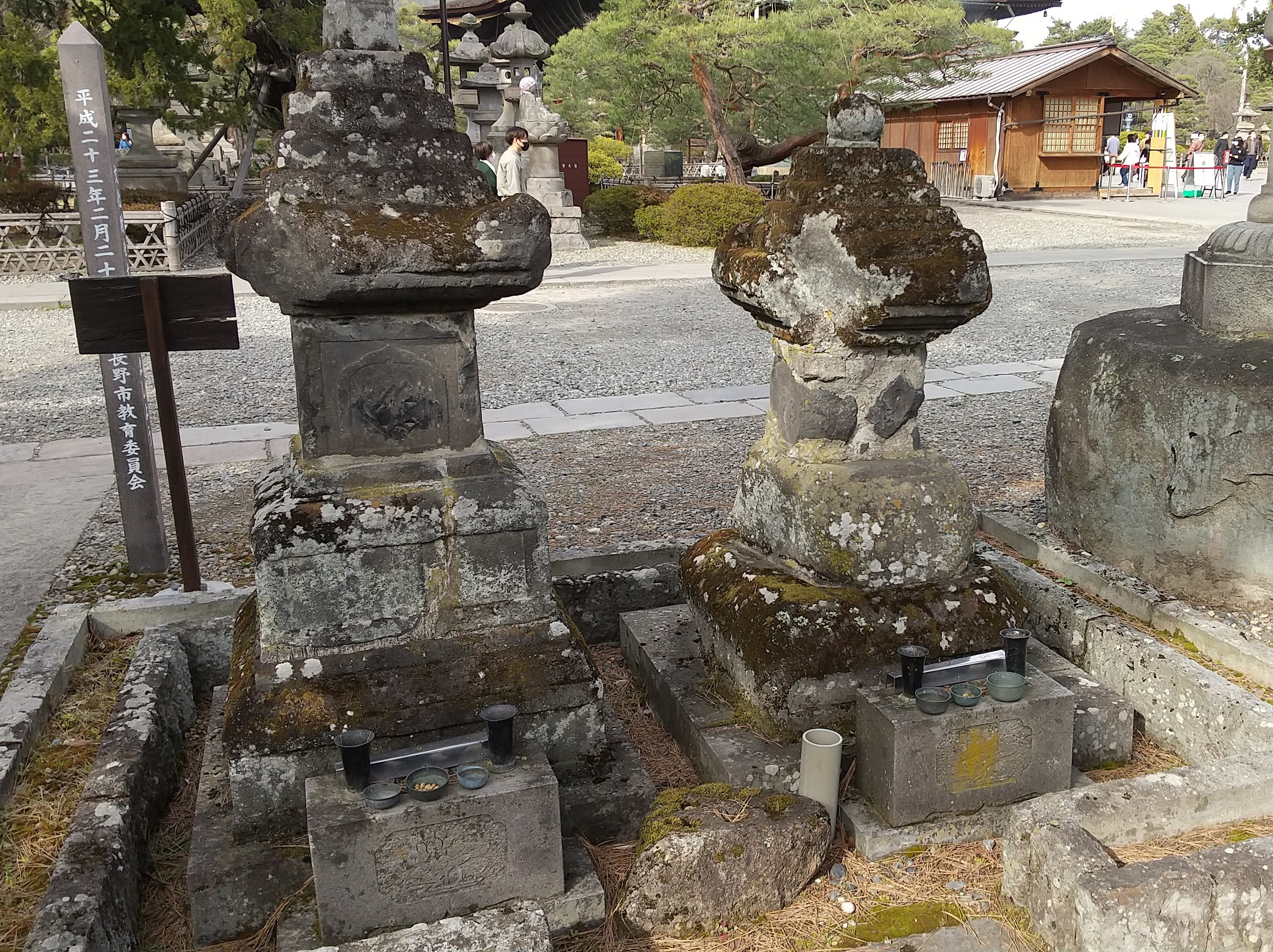
佐藤兄弟塚

- 佐藤兄弟塚（さとうきょうだいづか） 兄弟の名前を取り、継信忠信塚（つぐのぶただのぶづか）、単に兄弟塚（きょうだいづか）ともいう。善光寺山門西側にあり、石造宝篋印塔の名で長野市指定有形文化財に指定されている。石塔二基があり、佐藤兄弟の母、乙和御前により1187年（文治3年）に佐藤兄弟の供養塔として建てたと伝わるが実際は鎌倉時代の風をなしておらず、西側の塔には逆修の文字と応永4年（1397年）の銘、21人の法名が刻まれていることから逆修塔であるとされる。木造の塔に似せた造りで、北信濃の建築様式がみられるなど、珍しい塔である。[24]
- 柏崎塚（かしわざきづか） 柏丸塚（かしわまるづか）とも。新町の南、伊勢町との境付近にあったことは複数の文献に見えるが、『長野繁昌記』発行年の1903年（明治36年）当時、すでに跡形もなくなっていたという。現在は新町の地蔵庵に石塔と柏崎地蔵があり、これを伝える。謡曲「柏崎」の登場人物、柏崎の塚と伝えられている。

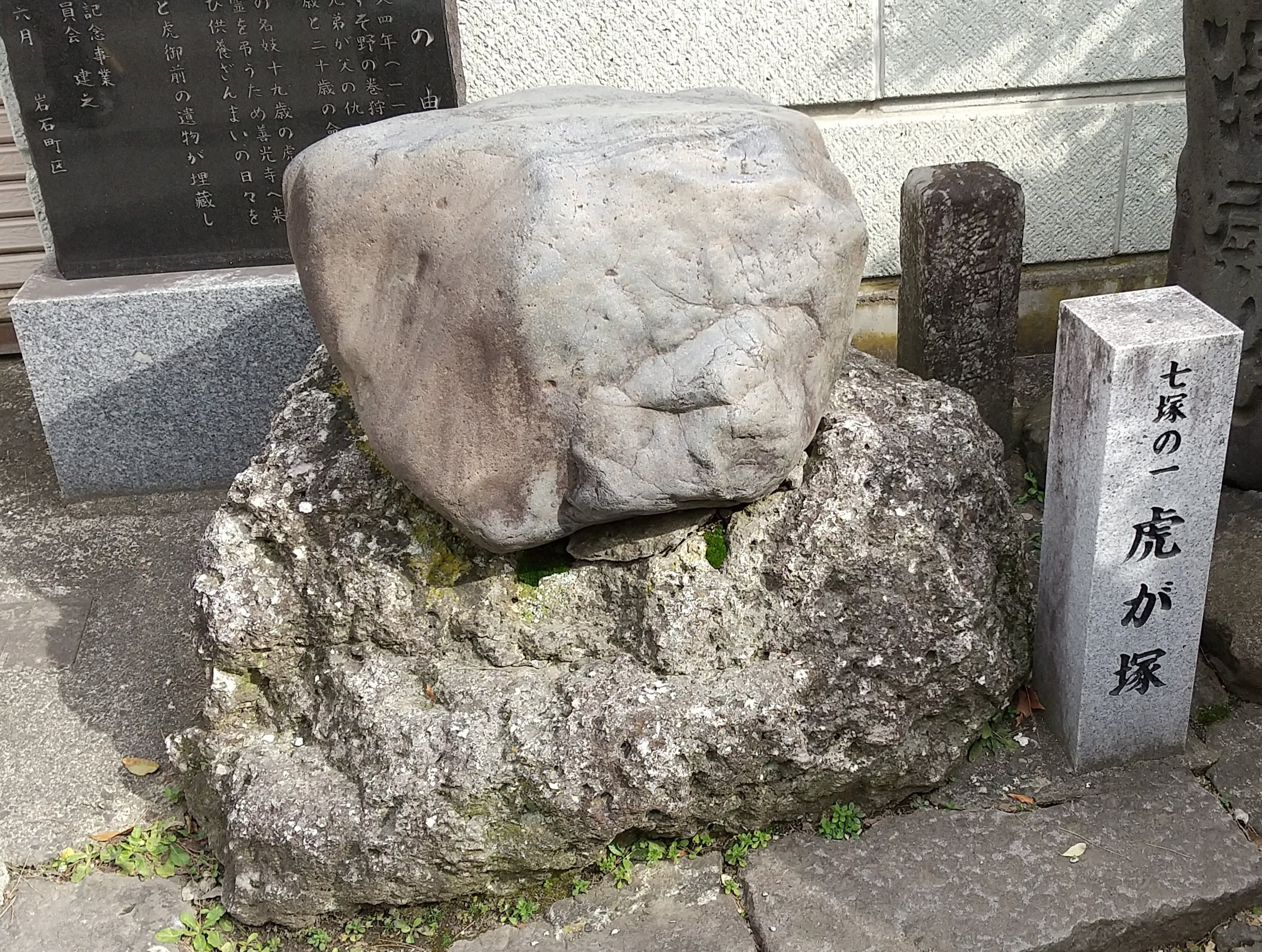
虎ヶ塚（虎が塚）

- 虎ヶ塚（とらがづか） 虎が塚とも書く。前述の虎小路の中ほどにある。曾我兄弟の長男曾我祐成の妾、虎御前の墓とも、虎御前が曾我祐成の墓として建てたとも、曾我兄弟と虎御前の遺物を収めたとも伝わる。虎御前の塚と称するものは全国にあり、長野市周辺にもいくつか存在し、その理由は様々に言われている。付近には虎御前が庵を結んだとされる虎石庵跡がある。
- 刈萱塚（かるかやづか） 往生地の往生寺にある。往生寺境内の来迎松の前にあり、刈萱同心の墓である。

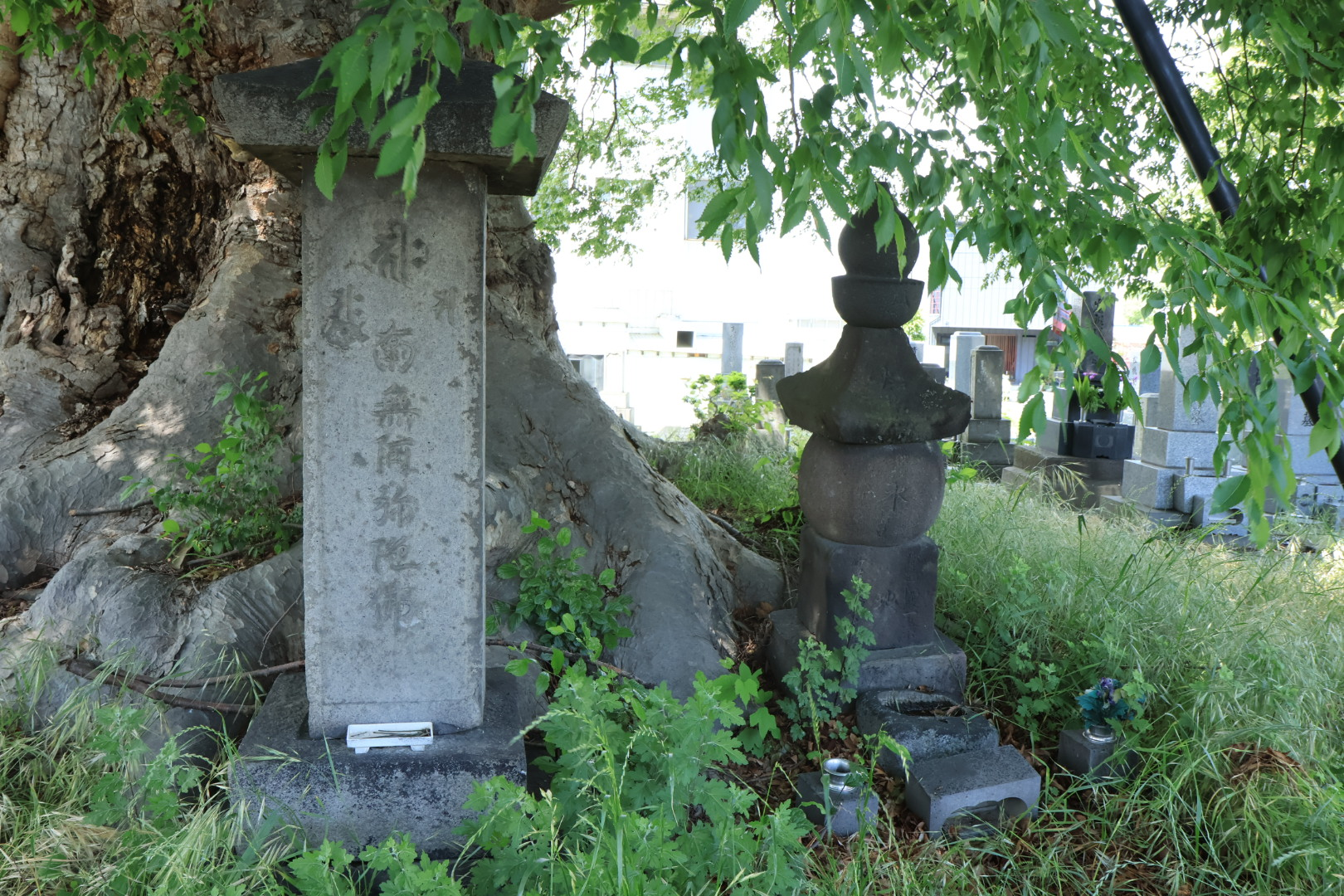
姫塚（右）

- 姫塚（ひめづか） 姫ヶ塚（ひめがづか）ともいう。若里の信州大学工学部の北西、佛導寺墓地内にある。塚に生える巨大な欅は長野市の保存樹木に指定されている。出家した熊谷直実の娘玉鶴姫が父を訪ねここで病死しその場で葬ったと伝わる。塚の上には延宝6年（1678年）の五輪塔と、元禄15年（1702年）の由来碑がある。しかし、この塚は直実の娘をまつるために作ったものではない。もっと前の時代の偉い方の女性の墓だとも言われている[5]。
- 時丸塚（ときまるづか） 三輪八丁目にあり、1996年（平成8年）までは圓通寺西50メートルのところにあったが、現在は圓通寺内にある。近隣の時丸寺の開基、時丸の塚という。
- 行人塚（ぎょうにんづか） 中御所四丁目の木留神社境内北西のものと、中御所五丁目小山印刷所裏手のものがある。前者は、もともと中御所四丁目、吹上地蔵堂境内にあり、後者は区画整理の際に移動している。後者が七塚の行人塚だという。[25]しかし近世の文献にはそろって栗田にあると記されており、『長野県町村史』には栗田字源太窪に行人塚を描いた地図を掲載している。
- 盲人塚（めくらづか） 1924年（大正13年）発行の『信濃名勝案内』にのみ貴人塚（きじんづか）とある。[26]現在の旭町の合同庁舎敷地内にあり、石室が露出し石地蔵が安置されていたというが現存していない。地蔵は三輪田町に移されている[2]。当地の字、盲塚の名の由来となっている。
- 源太塚（げんたづか） 栗田字源太窪にあったが、現在長野駅構内のJR東日本長野支社総合事務所敷地となっており、現存しない。現在は近隣住民の手により栗田字西番場に祠が移され、由来碑がたてられている。悪源太義平（源義平）の墓と伝わり、義平の妾が遺骨を埋葬したとされているが、『上水内郡史』には栗田寺（＝寛慶寺）別当寛覚の墓としている。[27][28]